# Melichthys indicus
Melichthys indicus är en fiskart som beskrevs av Randall och Wolfgang Klausewitz 1973. Melichthys indicus ingår i släktet Melichthys och familjen tryckarfiskar. Inga underarter finns listade i Catalogue of Life.